# 护仓胡同
39°56′03″N 116°22′36″E / 39.9342148°N 116.3766613°E
护仓胡同是位于中国北京市西城区东北部的一条胡同。

## 简介
护仓胡同北起护国寺街，南到地安门西大街。该胡同靠北端与东侧的东枪厂胡同交汇，中段同东侧的西枪厂胡同两度交汇，又同西侧的群力胡同交汇。
该胡同位于明朝太平仓东侧。《乾隆京城全图》中称作“仓夹道”。1965 年整顿地名，取护国寺街与太平仓的首字，更名为“护仓胡同”。